# Hậu Ngô Vương
Hậu Ngô Vương (後吳王) là thời kỳ cuối cùng của nhà Ngô, tính từ năm 950 đến 965. Hậu Ngô Vương gồm hai vua Nam Tấn vương  và Thiên Sách vương. Một triều đình có hai Vua là trường hợp duy nhất trong lịch sử Việt Nam.

## Người cậu tranh ngôi
Năm 944, Ngô Quyền mất, ủy thác con trưởng là Ngô Xương Ngập cho Dương Tam Kha là em (có sách ghi là anh) của Dương hậu. Dương Tam Kha cướp ngôi, tự lập mình làm vua, xưng Dương Bình Vương. Ngô Xương Ngập chạy về nhà một hào trưởng - Phạm Lệnh Công ở làng Trà Hương, Nam Sách (Hải Dương). Phạm Lệnh Công che chở cho Ngô Xương Ngập, đã ba lần đưa Ngô Xương Ngập vào rừng núi Hun Sơn đào mà trú ẩn, Dương Tam Kha ba lần sai quân đi bắt Ngô Xương Ngập mà không được. Dương Tam Kha lấy Ngô Xương Văn, con thứ hai của Ngô Quyền và Dương Như Ngọc làm con nuôi.
Năm 950, Dương Tam Kha sai Ngô Xương Văn đi đánh loạn hai thôn Đường, Nguyễn. Ngô Xương Văn dẫn quân quay lại lật đổ Dương Tam Kha. Xương Văn không giết Tam Kha, chỉ giáng xuống làm Chương Dương công.

## Một nước hai vua
Năm 950, Ngô Xương Văn tự xưng làm Nam Tấn Vương, đóng đô ở Cổ Loa. Ngô Xương Văn cho người đón anh trai Ngô Xương Ngập về, khi đó Ngô Xương Ngập đang trốn ở Trà Hương, Nam Sách.
Được Dương thái hậu chuẩn tấu, Ngô Xương Ngập cũng làm vua, là Thiên Sách Vương. Lúc đó cùng tồn tại hai vua Nam Tấn Vương và Thiên Sách Vương. Nhưng Xương Ngập chuyên quyền, dần không cho Xương Văn tham dự chính sự nữa.
Ngô Xương Ngập định trừ Ngô Xương Văn để một mình làm vua. Nhưng năm 954, Ngô Xương Ngập bị bệnh chết, làm vua được 4 năm. Chỉ còn một vua là Nam Tấn Vương Ngô Xương Văn.
Năm 965, Ngô Xương Văn đi đánh loạn hai thôn Đường, Nguyễn ở Thái Bình bị phục binh bắn nỏ chết. Con của Ngô Xương Ngập là Ngô Xương Xí nối nghiệp, nhưng thế lực ngày càng yếu kém phải lui về giữ đất Bình Kiều. Từ 966 hình thành 12 sứ quân, sử sách gọi là loạn 12 sứ quân.
Trong Đại Việt sử ký toàn thư, Ngô Sĩ Liên viết: 
"Nam Tấn đón Xương Ngập về để cùng trông coi chính sự, có thể gọi là người biết kính anh, muốn cho cùng hưởng phú quý. Xương Ngập nên lấy sự mình không có công lao mà nhường ngôi cho em, để cùng hưởng lập, thì đức ấy há chẳng rạng rỡ lớn lao ư? Lại câu nệ về phận đích trưởng, cũng xưng vương, trông coi chính sự, lại chuyên quyền làm oai làm phúc, đến nỗi Nam Tấn Vương không được dự chính sự nữa, thật là mất đạo nghĩa anh em, chí thú rất là ti tiện."